# Château de Conforgien
Le château de Conforgien est un château médiéval situé  dans le bocage du Morvan à Saint-Martin-de-la-Mer (Côte-d'Or) en Bourgogne-Franche-Comté à huit kilomètres au sud de Saulieu,

## Localisation
Le château est situé au sud-ouest de Saint-Martin sur la rive ouest de la RD 105 à la sortie suc du sud du hameau de Conforgien.

## Historique
En 1461, à "Saint Martin de la Mer, il y a … une tour forte qui est à Hugues de Clugny". En 1557 Guy de Cluny y possède "un donjon foussoyé à pont levis". Celui-ci devient au XVIe siècle un bastion du protestantisme bourguignon comme en témoigne une inscription au-dessus de la porte "Conforgien ancienne forteresse des protestants ; Guillaume de Cluny et Louise d'Anlezy me firent faire 1573". En 1774, d’après l'abbé Courtépée, "le château, maintenant en ruine, servit longtemps de prêche aux huguenots ; on appelle encore une tour à moitié détruite la tour du Prêche"[réf. souhaitée].

## Architecture
Le château de Conforgien est constitué d'une forte tour carrée, peu modifiée, de trois étages accotée au nord à un corps de logis à deux étages, lui-même assorti  d'un appentis à l'ouest. L'étage de soubassement qui s'ouvre au nord par une large porte à linteau comporte deux pièces voûtées et dessert quatre archères-canonnières. Le rez-de-chaussée est occupé par une salle unique dont les fenêtres sur les façades est et ouest ont été agrandies en 1573. La salle est équipée d'une cheminée au sud, d'une tourelle d'escalier en vis en-œuvre au nord et à l'angle sud-ouest d'une latrine dans une tourelle rectangulaire. Les trois autres étages reprennent la même disposition. Les deux premiers étages sont équipés d'une fenêtre à meneau avec double coussiège à l'est et d'une fenêtre simple à coussiège à l'ouest. Le troisième étage, en partie ruiné, est percé de plusieurs fenêtres de tir. Le logis accoté à la tour est plus récent. À l'est, du côté du hameau, le château est précédé d'un puits et d'une basse-cour flanquée au nord et au sud de deux bâtiments de ferme. L'ensemble est en ruine, avec projet de restauration[réf. souhaitée].
Le donjon du XIVe siècle et l'aile du XVIe siècle  sont inscrits aux monuments historiques par arrêté du 12 juillet 1995.